# Blankenheimerdorf
Blankenheimerdorf is een plaats in de Duitse gemeente Blankenheim (Ahr), deelstaat Noordrijn-Westfalen, en telt 947 inwoners (2003).